# Distretto di Süleoğlu
Il distretto di Süleoğlu (in turco Süleoğlu ilçesi) è uno dei distretti della provincia di Edirne, in Turchia.

## Amministrazioni
Oltre al centro di MSüloğlu appartengono al distretto 10 villaggi.

### Comuni
- Süloğlu (centro)

### Villaggi
| - Akardere - Büyükgerdelli - Domurcalı - Geçkinli - Keramettin | - Küküler - Sülecik - Taşlısekban - Tatarlar - Yağcılı |